# Stephen Knight
Stephen Knight (Essex, 26 de setembro de 1951 – Argyll, 25 de julho de 1985) foi um jornalista e autor britânico. Ele é mais lembrado pelos livros Jack the Ripper: The Final Solution (1976) e The Brotherhood (1984).

## Primeiros anos e carreira
Stephen Victor Knight nasceu em Hainault, condado de Essex. Estudou em West Hatch Technical High School, na cidade vizinha de Chigwell. Ele não teve bom desempenhoh acadêmico, e depois de deixar a escola aos dezesseis anos de idade, Knight foi trabalhar como vendedor para o London Electricity Board, em Chigwell. Aos dezoito anos, ele conseguiu um emprego como repórter no Ilford Pictorial antes de se mudar para o Hornchurch Echo.
Sua obra Jack the Ripper: The Final Solution, lançado em 1976, sugeriu que os assassinatos do Jack, o Estripador faziam parte de uma conspiração entre maçons e a família real britânica, uma afirmação que não é aceita pelos historiadores. Mesmo assim, o livro se tornou um best-seller, e serviu de inspiração para diversas obras de ficção, entre elas o filme Murder by Decree (1979), de Bob Clark e o romance gráfico intitulado From Hell, de Alan Moore e Eddie Campbell. Em 1980, ele participou de um documentário baseado em seu livro, produzido pela RWB Production Australia.
A obra The Brotherhood, de 1984, foi publicado em um momento em que a maçonaria estava sob crescente escrutínio no Reino Unido. O último livro de Knight antes de sua morte foi The Killing of Justice Godfrey, explorando a morte de Edmund Berry Godfrey em 1678, que causou um sentimento anticatólico generalizado na Inglaterra.
Em 1983, se tornou um seguidor religioso do guru indiano Bhagwan Shree Rajneesh e, como parte desse interesse, assumiu o nome de Swami Puja Debal. Ele começou a ter ataques epilépticos em 1977 e, em 1980, foi descoberto que tinha um tumor cerebral enquanto participava de um documentário para a série de televisão Horizon. Cerca de 70 por cento do tumor foi retirado em operação, embora os outros trinta não poderia ser removido para não impactar com os movimentos cerebrais da fala.
Knight morreu em julho de 1985, aos 33 anos de idade, enquanto estava com amigos na vila Carradale, em Argyll, na Escócia, local onde ele também foi enterrado.

## Vida pessoal
Em 1976, casou-se com Margot Kenrick, e teve duas filhas, Natasha e Nicole, fruto de um antigo relacionamento. No mesmo ano o casal teve uma filha, Nanouska Maria Knight. Posteriormente, o casal se separou e, em novembro de 1980, Knight anunciou que, quando seu divórcio acontecesse, ele se casaria com Lesley Newson, uma pesquisadora de 28 anos da Horizon. No entanto, em vez disso, o casal mais tarde também se separou. Sua parceira durante seus últimos anos foi Barbara Mary Land.

## Obras publicadas

### Não-ficção
- 1976: Jack the Ripper: The Final Solution
- 1984: The Brotherhood
- 1984: The Killing of Justice Godfrey: an investigation into England's most remarkable unsolved murder

### Ficção
- 1979: Requiem at Rogano

### Filme
- 1980: Jack the Ripper: The Final Solution